# Hinesburg (Vermont)
Hinesburg – jednostka osadnicza w Stanach Zjednoczonych, w stanie Vermont, w hrabstwie Chittenden.